# Xã Bonus, Quận Boone, Illinois
Xã Bonus (tiếng Anh: Bonus Township) là một xã thuộc quận Boone, tiểu bang Illinois, Hoa Kỳ. Năm 2010, dân số của xã này là 4.340 người.